# Якшинське сільське поселення
Якши́нське сільське поселення (рос. Якшинское сельское поселение) — муніципальне утворення у складі Троїцько-Печорського району Республіки Комі, Росія. Адміністративний центр та єдиний населений пункт — селище Якша.

## Населення
Населення — 810 осіб (2017, 1025 у 2010, 1218 у 2002, 1793 у 1989).